# جیک لوید
 جیک لوید (انگلیسی: Jake Lloyd؛ زادهٔ ۵ مارس ۱۹۸۹) یک هنرپیشه اهل ایالات متحده آمریکا است. وی بین سال‌های ۱۹۹۶ تا ۲۰۱۲ میلادی فعالیت می‌کرد.
از فیلم‌ها یا برنامه‌های تلویزیونی که وی در آن نقش داشته است می‌توان به جنگ ستارگان اپیزود اول: تهدید شبح، قلاب ستاره‌ها را باز کنید و همچنین جیرینگ جیرینگ ادامه دار اشاره کرد.